# Estadio Insular
Het Estadio Insular was een multifunctioneel stadion in Las Palmas, een stad in Spanje. Het stadion ligt op Gran Canaria. Het stadion werd vooral gebruikt voor voetbalwedstrijden, de voetbalclub UD Las Palmas maakte gebruik van dit stadion. Na de sluiting van dit stadion ging die club naar Estadio de Gran Canaria. In het stadion was plaats voor 22.000 toeschouwers. Het stadion werd geopend in 1944 als Estadio de Gran Canaria. Het werd gesloten in 2003.